# 鶴亀
『鶴亀』（つるかめ）は、能の作品。天下泰平、国家の長久を祈念し、祝福するという、おめでたい内容である。
能の現行演目の中では最も短いもので、初心者向きの入門曲として知られている。

## 登場人物
- シテ：皇帝
- ツレ（または子方）：鶴、亀
- ワキ：大臣
- ワキツレ：従臣

## 概要
新春、唐の都の朝廷において、年の最初の四季の節会（せちえ、季節の変わり目の祝祭）が催された。絢爛豪華な宮殿で皇帝は百官卿相（ひゃっかんけいしょう・役人と貴族）の拝賀を受け、万民もその場に集う。拝賀が終わると、鶴と亀が舞い、皇帝の長寿を寿ぐ。それに気を良くした皇帝は舞楽を奏させて自ら舞い、長生殿に戻っていく。
祝言によく使われるのは「庭の砂ハ金銀の。庭の砂ハ金銀の。玉を連ねて敷妙の。五百重の錦や瑠璃の枢。シャコの行桁瑪瑙乃橋。池の汀の鶴亀は。蓬莱山も餘処ならず。君の恵ぞありがたき。君の恵ぞありがたき」

## 全曲（宝生流による）
```
シテ：それ青陽乃春になれば。四季の節会の事始め
ワキ：不老門にて日月乃。光を天子の叡覧にて
シテ：百官卿相に至るまで。袖をつらね踵をついで
ワキ：其数一億百餘人
シテ：拝をすゝむる万戸の声
ワキ：貴一同に礼する其音は
シテ：天に響きて夥し
地：庭の砂ハ金銀の。庭の砂ハ金銀の。玉を連ねて敷妙の。五百重の錦や瑠璃の枢。シャコの行桁瑪瑙乃橋。池の汀の鶴亀は。蓬莱山も餘処ならず。君の恵ぞありがたき。君の恵ぞありがたき。
ワキ：いかに奏聞申し候。毎年の嘉例のごとく。鶴亀に舞せられ。其後月宮殿にて舞楽を奏せられうずるにて候
地：亀ハ万年の齢を経て。鶴も千代をや。重ぬらん。
地：千代のためしの数々に。千代のためしの数々に。何をひかまし姫小松。緑の亀も舞ひ遊べば。丹頂の鶴も一千年の。齢を君に授け奉り。庭上に参向申しければ。帝も御感の餘りにや舞楽乃秘曲ハおもしろや
地：月宮殿の白衣の袂。月宮殿の白衣の袂の色々妙なる花の袖。秋ハ時雨の紅葉の葉袖。冬ハ冴えゆく雪の袂を。ひるがへす衣も薄紫の。雲の上人゛の舞楽の声々゛に霓裳羽衣乃曲をなせば。山河草木國土ゆたかに千代萬代と。悦び給へば官人駕輿丁御輿を早め。君の齢も長生殿に。君の齢も長生殿に。還御成るこそ。めでたけれ
```